# 謝拉維爾 (加利福尼亞州)
謝拉維爾（英語：Sierraville）是位於美國加利福尼亞州謝拉縣的一個人口普查指定地區。

## 地理
謝拉維爾的座標為39°34′24″N 120°38′13″W / 39.57333°N 120.63694°W，而該地最高點為海拔高度1511米（即4957英尺）。

## 人口
根據2010年美國人口普查的數據，謝拉維爾的面積為13.004平方千米，當中陸地面積為13.002平方千米，而水域面積為0.002平方千米。當地共有人口200人，而人口密度為每平方千米15人。